# 蕭暢
蕭 暢（しょう ちょう、生年不詳 - 500年）は、南朝斉の宗室。字は季達。梁の武帝蕭衍の弟にあたり、皇族として衡陽宣王に追封された。

## 経歴
蕭順之の四男として生まれた。南朝斉に仕えて、晋安王蕭子懋の下で文学をつとめた。始安王蕭遙光の下で撫軍諮議参軍となり、録事を兼ねた。永元元年（499年）、蕭遙光が起兵を図ると、蕭暢はこれに反対し、長史の沈昭略とともに東府を脱出して、台城に帰還した。衛尉を代行した。永元2年（500年）、崔慧景が反乱を起こし、建康に迫ると、蕭暢は南掖門に駐屯して、攻撃に備えた。太常となり、江陵県侯に封じられた。東昏侯の暴虐が激しくなり、蕭暢の兄の蕭懿を憎むようになると、東昏侯は蕭懿の殺害を命じ、合わせて蕭暢も殺害された。
天監元年（502年）、梁が建国されると、侍中・驃騎大将軍・開府儀同三司の位を追贈され、衡陽郡王に追封された。諡は宣といった。
子に蕭元簡があった。

## 伝記資料
- 『梁書』巻23 列伝第17
- 『南史』巻51 列伝第41